# Harleian Society
La Harleian Society è una casa editrice britannica fondata nel 1869 che si dedica soprattutto alla pubblicazione di manoscritti riguardanti l'araldica dell'Inghilterra e del Galles, e ad altri manoscritti inediti relativi alla genealogia. Fin dalla sua fondazione, la società ha pubblicato più di novanta volumi di registri parrocchiali, cinquantaquattro volumi di stemmistica, e settanta volumi su altri argomenti.

La società si è formata grazie all'acquisizione dei Manoscritti Harleian, appartenuti alla famiglia Harley e accumulati nel tempo da Robert Harley, primo conte di Oxford, e suo figlio Edward Harley, secondo duca di Oxford.